# Krušovice
Krušovice (en allemand : Kruschowitz) est une commune du district de Rakovník, dans la région de Bohême-Centrale, en Tchéquie. Sa population s'élevait à 623 habitants en 2020.

## Géographie
Krušovice se trouve à 8 km au nord-est de Rakovník, à 20,5 km au sud de Rakovník et à 47 km à l'ouest-nord-ouest de Prague.
La commune est limitée par Hředle au nord, par Řevničov à l'est, par Lužná au sud, et par Lišany et Krupá à l'ouest.

## Histoire
La première mention écrite de la localité date de 1356.

## Transports
Par la route, Krušovice se trouve à 11,5 km de Rakovník, à 29 km de Rakovník et à 53 km du centre de Prague.